# اندی اسکات (بازیکن فوتبال، زاده ۱۹۷۲)
اندی اسکات (انگلیسی: Andy Scott؛ زادهٔ ۲ اوت ۱۹۷۲) بازیکن فوتبال اهل بریتانیا است.
از باشگاه‌هایی که در آن بازی کرده‌است می‌توان به باشگاه فوتبال بری، باشگاه فوتبال شفیلد یونایتد، باشگاه فوتبال آکسفورد یونایتد، باشگاه فوتبال چسترفیلد، باشگاه فوتبال ساتون یونایتد، باشگاه فوتبال برنتفورد و باشگاه فوتبال لیتون اورینت اشاره کرد.